# Balete

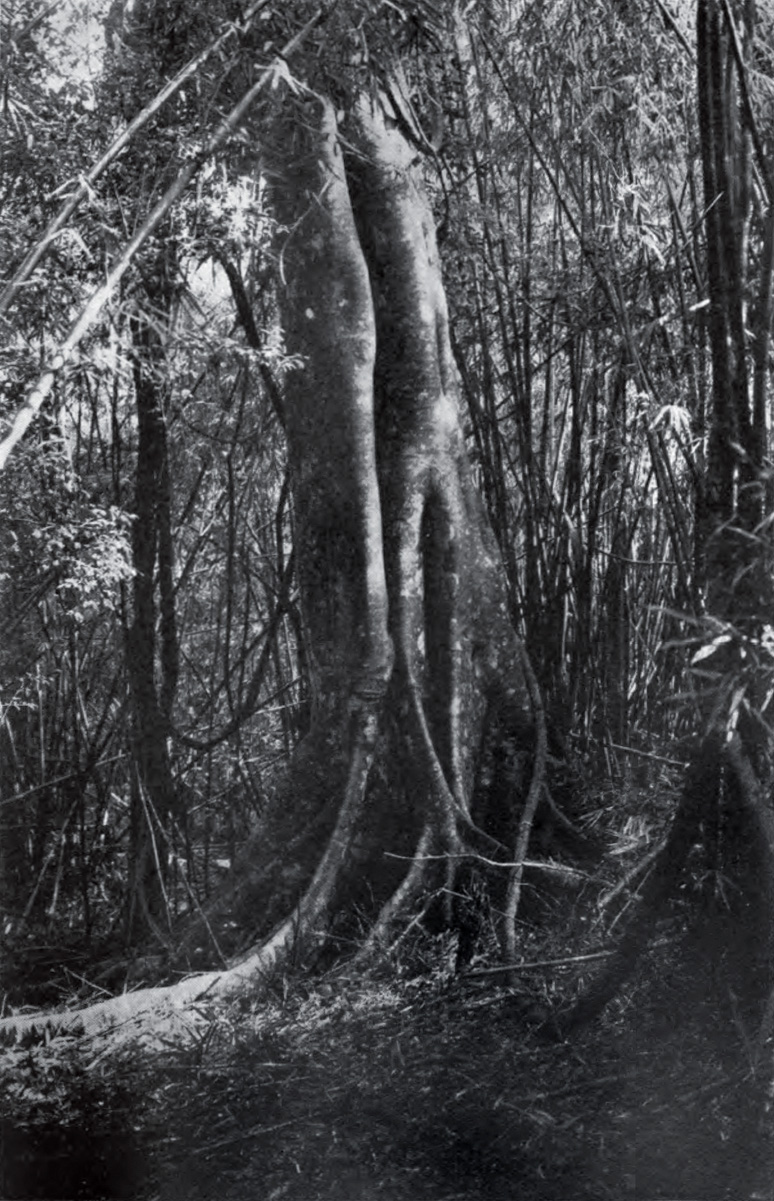
Árbol balete en un bosque de Filipinas (1911).

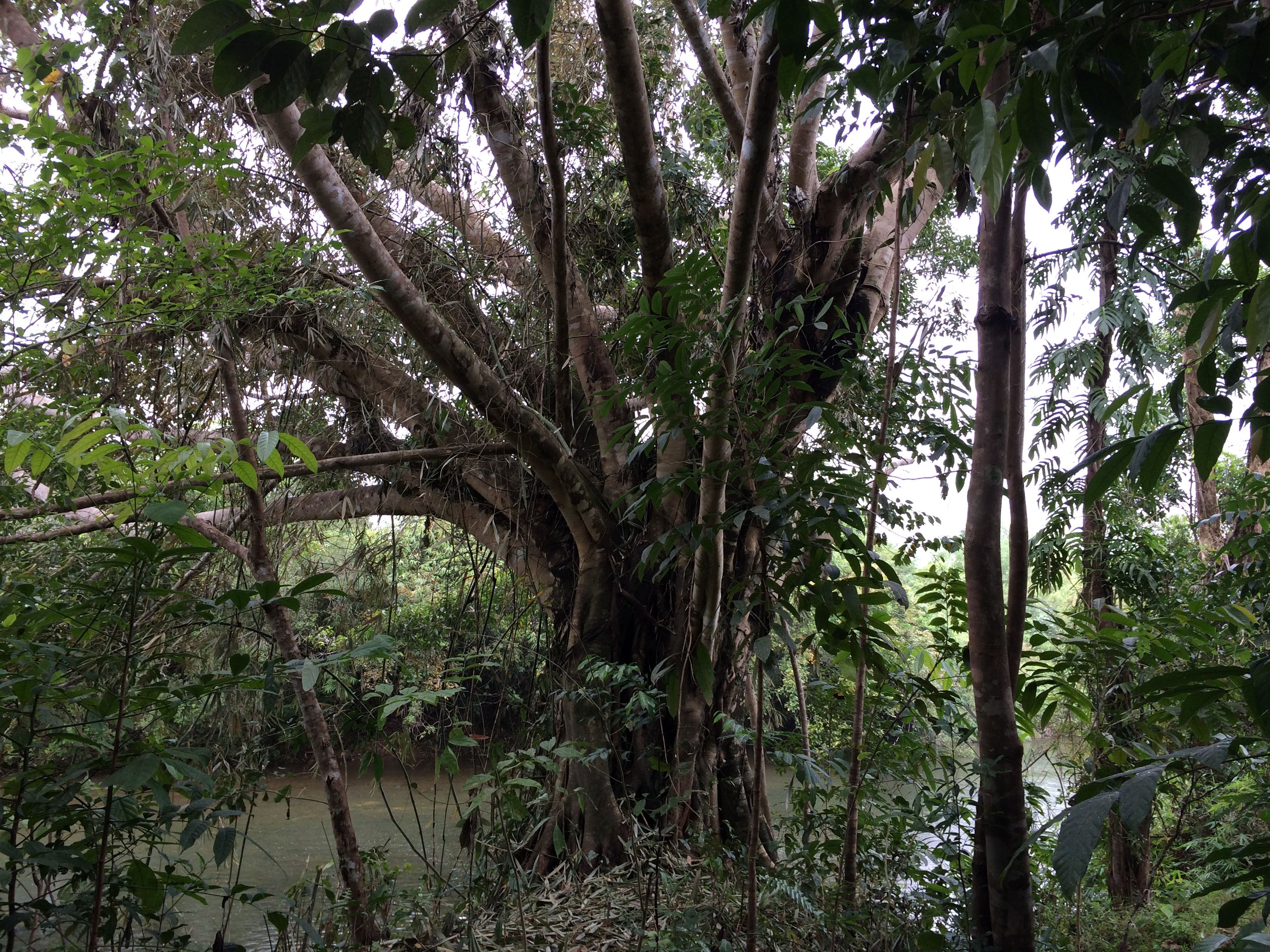
Un árbol balete cerca de Tagkawayan, en el sur de Luzón.

Un árbol balete (también conocido como balite o baliti) es el nombre que reciben varias especies de árboles en Filipinas del género Ficus, y en la sabiduría popular, muchos de ellos son residencia de seres sobrenaturales como anitos. Por ello, no se recomienda decorar el jardín de una casa con  baletes, pues atrae fantasmas. Algunos de estos se conocen como matapalos, higuerotes o strangler figs (lit. «higueras estranguladoras») porque nacen junto a otros árboles, luego los atrapan por completo y finalmente los matan. También se llaman hemiepífitas, inicialmente, comienzan como epífitas o plantas aéreas y crecen varias raíces colgantes que eventualmente tocan el suelo y, a partir de entonces, rodean y sofocan al árbol huésped. Algunos baletes producen una especie de goma. La planta de caucho de la India, Ficus elastica, se cultivó anteriormente hasta cierto punto para el caucho. Algunas de las especies como tangisang-bayawak (Ficus variegata) son grandes y probablemente podrían ser utilizadas para maderas de cerillas. La madera de las especies de Ficus es suave, ligera y de calidad inferior, y los árboles generalmente tienen troncos cortos y mal formados.

## Especiesbalete
- F. arayatensis Warb.[2]
- F. balete Merr.[2]
- F. benjamina Linn.[3][4]
- F. benjamina Linn. var. nuda Miq.[5][6]
- F. clusioides Miq.[3]
- F. concinna Miq.[7][8]
- F. elastica Roxb.[1][9]
- F. forstenii Miq.[2][10]
- F. indica Linn.[3][11]
- F. parvifolia Miq.[3]
- F. payapa Blanco[12]
- F. philipinenses Miq.[13]
- F. retusa Linn.[14][15]
- F. stipulosa Miq. Linn.[16]
- F. variegata Blume[1]

## Uso ornamental
Los baletes se plantan como árboles ornamentales en avenidas de Manila y otras grandes ciudades de Filipinas, y también son excelentes como árboles de sombra. Varias especies del árbol también se utilizan para hacer bonsáis.
Los baletes también se utilizan como planta de interior; Sin embargo, es una fuente de alérgenos domésticos que pueden causar alergia respiratoria.

## Folclore local

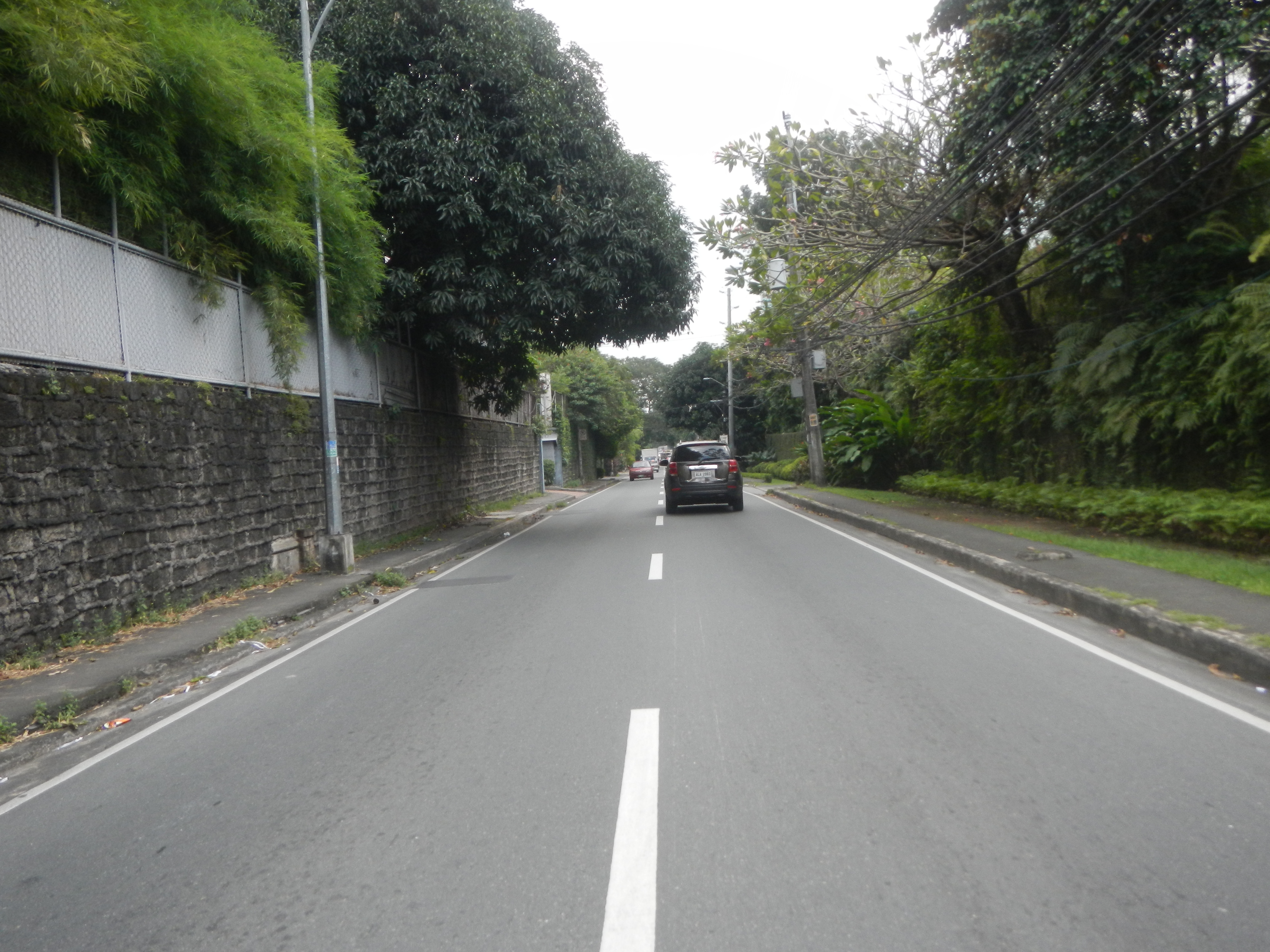
Balete Drive (Avenida Balete) en Manila, supuestamente uno de los lugares más embrujados de la ciudad.

En algunas áreas del país, algunas personas creen que los árboles de balete son lugares de vivienda para seres sobrenaturales (anito) como diwata, kapre o tikbalang. En algunos lugares, los rituales de brujería se realizan dentro de las cámaras formadas por el árbol. También, entre otros, algunas personas supersticiosas sugieren no colocar baletes como plantas decorativas del hogar ya que supuestamente atraen a los fantasmas.
Balete Drive en Nueva Manila (Ciudad Quezón), es una avenida que lleva el nombre de un gigantesco árbol de balete que solía estar en medio de la calle, es supuestamente uno de los lugares más embrujados de la ciudad. Desde la década de 1950 existe a historia de una dama de Blanco aparece en la noche llamando a los automóviles que circulan.

## Galería

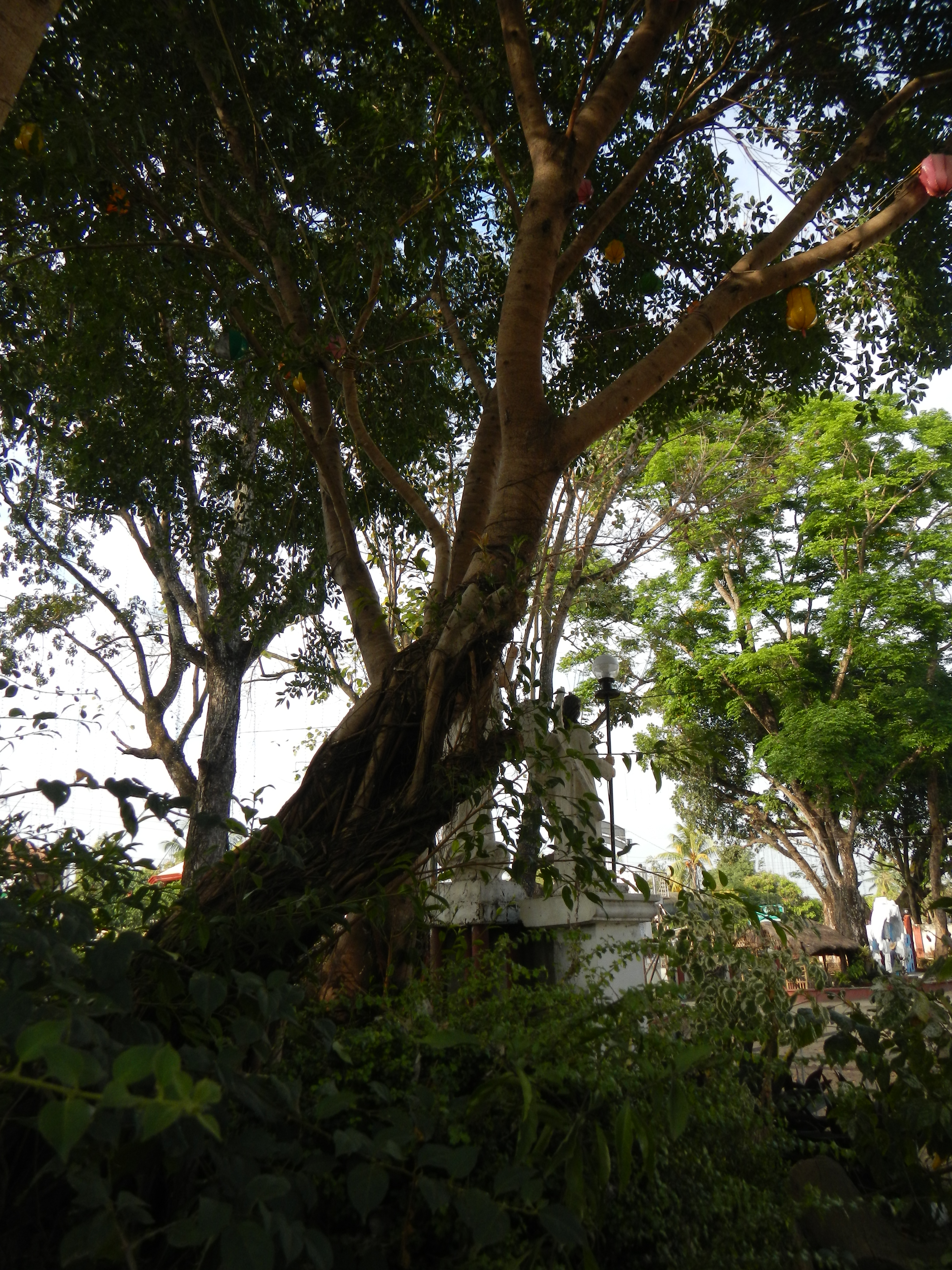
Balete en Cordon, Isabela
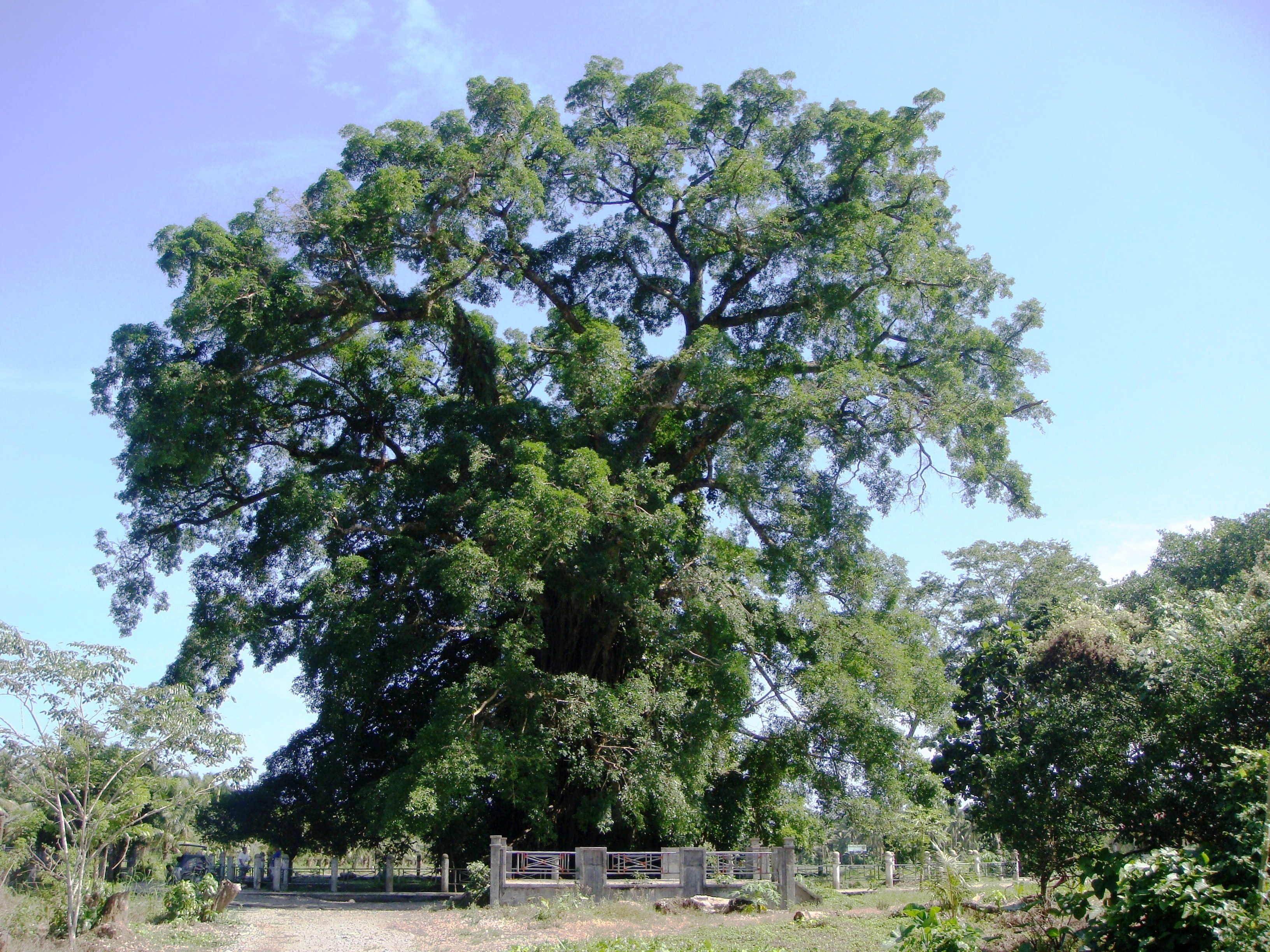
Balete milenario en Aurora.
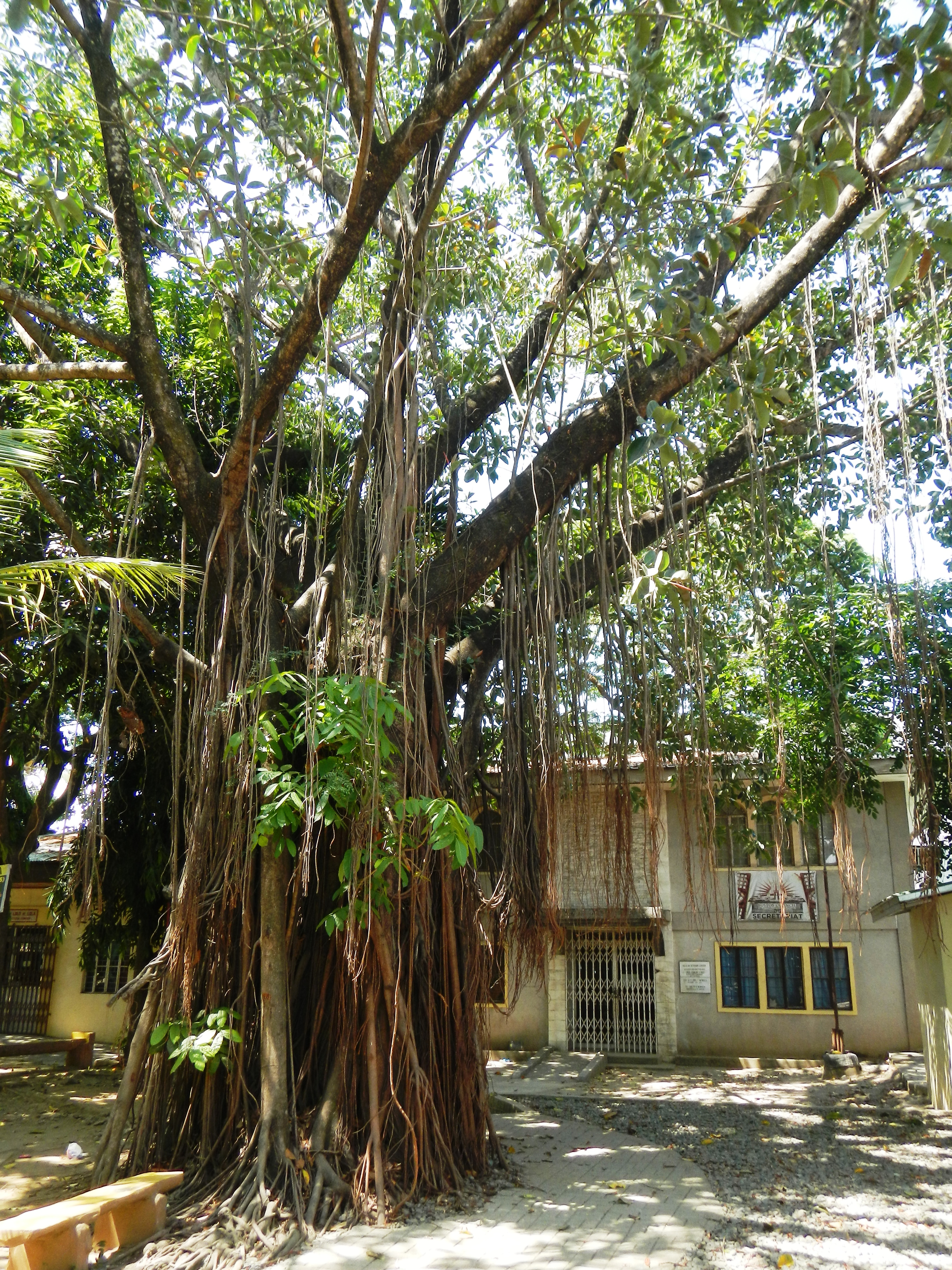
Balete en Bustos, Bulacán.
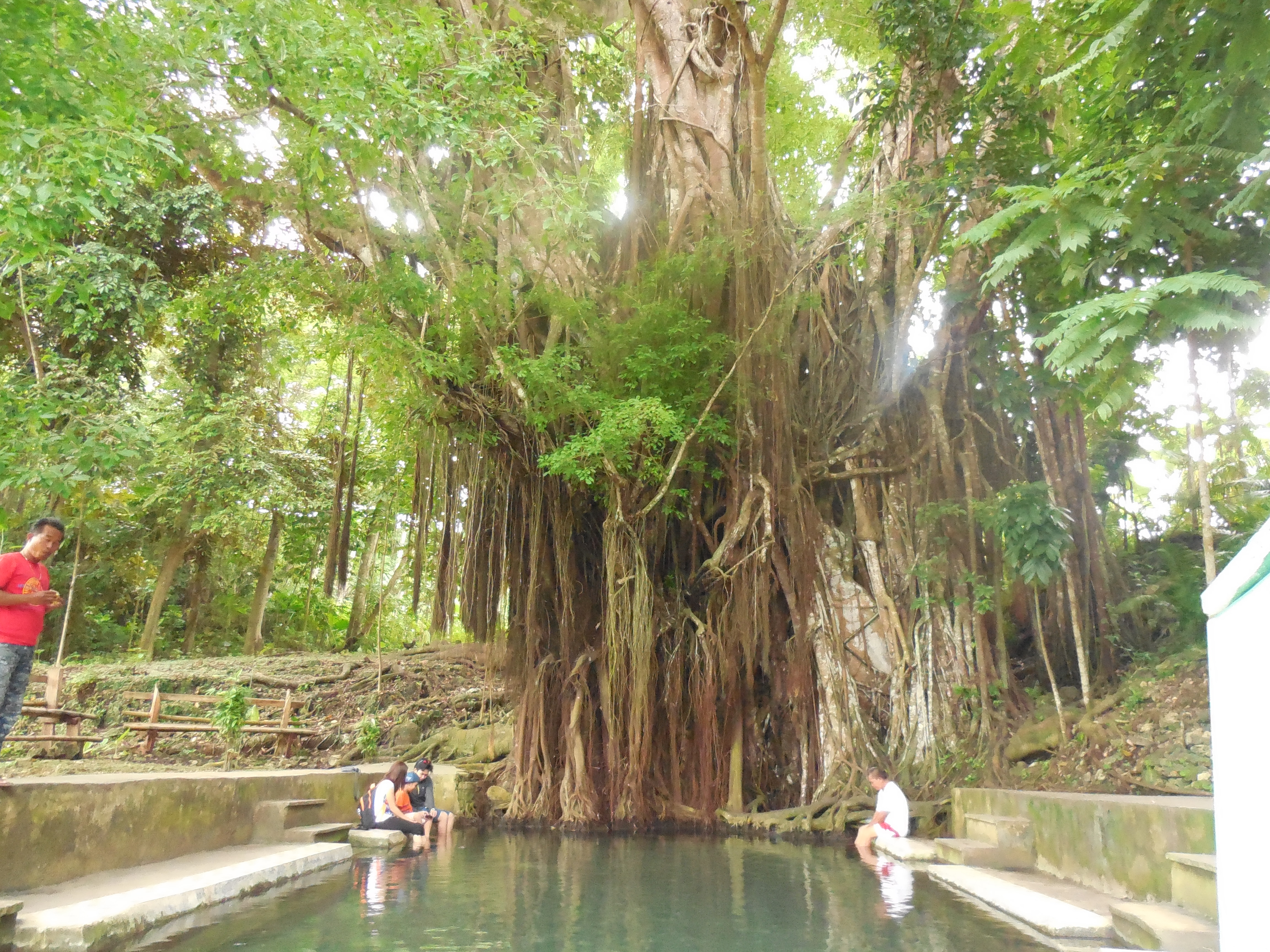
Balete de cuatro siglos en Siquijor provincia.